# Gustav Wimmer
Gustav Wimmer (* 10. April 1877 in Stettin; † 22. März 1964 in Kiel) war ein deutscher Maler. Er wird als „Der Stettiner Maler“ oder „Der Pommersche Maler“ bezeichnet und gilt als Maler der stillen, von Melancholie erfüllten Landschaft, sodass gewisse Anklänge an Caspar David Friedrich vorhanden sind.

## Leben
Gustav Wimmer war der Sohn eines Stettiner Buchbinders. Nach dem Ende seiner Schulzeit 1891 arbeitete er zunächst in einem Versicherungsbüro. Bald darauf nahm er Zeichenstunden bei dem zu dieser Zeit in Stettin lebenden Maler und Grafiker Reinhold Hoberg. Ab 1897 studierte an der Berliner Kunstakademie, wo er sich insbesondere der Maltechnik der Alten Meistern widmete. In seiner Studienzeit unternahm er eine Bildungsreise nach Italien mit Stationen in Rom und Florenz.  Später besuchte er auch die Münchner Kunstakademie. 1913 stellte er erstmals in seiner Heimatstadt Stettin anlässlich der Eröffnung des Städtischen Museums Stettin aus. 1937 stellte er zwei Bilder auf der Großen Deutschen Kunstausstellung in München aus. 
Nach dem Ende des Zweiten Weltkriegs lebte er in Schleswig-Holstein. Die Pommersche Landsmannschaft zeichnete ihn 1962 mit dem Kulturpreis für sein Lebenswerk aus.

## Werke (Auswahl)
- Oderlandschaft mit Angler
- Mondlicht
- Weiden bei Kolow
- Landschaft mit Pappeln und Weiden
- Schiffe im Stettiner Hafen 1899
- Segelschiffe unter aufziehendem Gewitter. Erinnerung an den Stettiner Hafen 1899